# Astrocoeniidae
Astrocoeniidae  is een familie van neteldieren uit de klasse van de Anthozoa (bloemdieren). 

## Geslachten
- Astrocoenia Milne Edwards & Haime, 1848 †
- Madracis Milne Edwards & Haime, 1849
- Palauastrea Yabe & Sugiyama, 1941
- Stephanocoenia Milne Edwards & Haime, 1848
- Stylocoeniella Yabe & Sugiyama, 1935